# I Love You (The Neighbourhood)
I Love You è il primo album in studio del gruppo rock statunitense The Neighbourhood, pubblicato nel 2013.

## Tracce
1. How – 5:14
2. Afraid – 4:11
3. Everybody's Watching Me (Uh Oh) – 3:58
4. Sweater Weather – 4:00
5. Let It Go – 3:17
6. Alleyways – 4:27
7. W.D.Y.W.F.M? – 4:19
8. Flawless – 4:06
9. Female Robbery – 3:29
10. Staying Up – 4:28
11. Float – 4:21

## Formazione
- Zach Abels – chitarra
- Jeremy Freedman – chitarra
- Mikey Margott – basso
- Jesse Rutherford – voce
- Bryan Sammis – batteria, percussioni